# Cambridgeshire
Cambridgeshire er et grevskab (county) i England. Det grænser mod nord op til Lincolnshire, mod nordøst til Norfolk, mod øst til Suffolk, til Essex og Hertfordshire mod syd og til Bedfordshire og Northamptonshire mod vest. Hovedbyen i grevskabet er Cambridge.

## Historie
Nogle af de første permanente bosættelser fra yngre stenalder i England vides at have ligget i Cambridgeshire. Der er fundet mange genstande fra såvel stenalderen som bronzealder og jernalder i grevskabet, især i Isleham.
I Domesday Book fra det 11. århundrede omtales området som Grentebrigescire, opkaldt efter floden Granta, det gamle navn på nutidens Cam. Nutidens Cambridgeshire er opstået ved sammenlægning af flere mindre enheder, hvor den seneste sammenlægning fandt sted i 1972, hvor Huntingdonshire og Peterborough blev en del af grevskabet.
Under 2. verdenskrig var Cambridgeshire hjemsted for en række baser for såvel Royal Air Force som US Air Force. Dette skyldes dels det ret flade landskab, dels en passende afstand til det europæiske fastland, så flyveturene ikke blev for lange.

## Geografi
Store dele af grevskabet ligger meget lavt, og Storbritanniens laveste punkt med 2,75 m over havet findes ved landsbyen Holme. Grevskabets højeste punkt er Great Chishill på 146 m.

### Klima
| Vejr for Cambridgeshire        | Vejr for Cambridgeshire | Vejr for Cambridgeshire | Vejr for Cambridgeshire | Vejr for Cambridgeshire | Vejr for Cambridgeshire | Vejr for Cambridgeshire | Vejr for Cambridgeshire | Vejr for Cambridgeshire | Vejr for Cambridgeshire | Vejr for Cambridgeshire | Vejr for Cambridgeshire | Vejr for Cambridgeshire | Vejr for Cambridgeshire |
|                                | Jan                     | Feb                     | Mar                     | Apr                     | Maj                     | Jun                     | Jul                     | Aug                     | Sep                     | Okt                     | Nov                     | Dec                     | År                      |
| ------------------------------ | ----------------------- | ----------------------- | ----------------------- | ----------------------- | ----------------------- | ----------------------- | ----------------------- | ----------------------- | ----------------------- | ----------------------- | ----------------------- | ----------------------- | ----------------------- |
| Gennemsnitlig maks °C          | 7                       | 7,4                     | 10,2                    | 12,6                    | 16,5                    | 19,4                    | 22,2                    | 22,3                    | 18,9                    | 14,6                    | 9,9                     | 7,8                     | 14,1                    |
| Gennemsnitlig min °C           | 1,3                     | 1,1                     | 2,9                     | 4                       | 6,7                     | 9,8                     | 12                      | 11,9                    | 10,1                    | 7,1                     | 3,7                     | 2,3                     | 6,1                     |
| Gennemsnitlig nedbør mm        | 45                      | 32,7                    | 41,5                    | 43,1                    | 44,5                    | 53,8                    | 38,2                    | 48,8                    | 51                      | 53,8                    | 51,1                    | 50                      | 553,5                   |
| Kilde (2011-02-03): Met Office |                         |                         |                         |                         |                         |                         |                         |                         |                         |                         |                         |                         |                         |

## Politik
Cambridgeshire indeholder syv valgkredse, og pr. 2011 er der herfra indvalgt seks konservative og en liberal demokrat i det britiske parlament.

## Økonomi
Herunder ses en oversigt over grevskabets bidrag til bruttonationalindkomsten (BNI). Som det ses er den stærkt stigende, især på serviceområdet.
| År   | Regional af BNI | Landbrug | Industri | Service |
| ---- | --------------- | -------- | -------- | ------- |
| 1995 | 5.896           | 228      | 1.646    | 4.022   |
| 2000 | 7.996           | 166      | 2.029    | 5.801   |
| 2003 | 10.154          | 207      | 2.195    | 7.752   |

Blandt de største arbejdspladser i Cambridgeshire er fortsat en række RAF-baser, og dertil kommer området nær Cambridge, der kendes som "Silicon Fen", hvor der er samlet en række højteknologiske firmaer inden for softwareudvikling, elektronik og bioteknologi.

## Kendte personer fra Cambridgeshire
I engelsk historie kendes en række personer, der har rod i Cambridgeshire. Det gælder fx politikerne Oliver Cromwell og Samuel Pepys, forretningsmanden Henry Royce og økonomen John Maynard Keynes. I nutiden stammer blandt andet tidligere premierminister John Major, fysikeren Stephen Hawking og kemikeren Harold Kroto fra grevskabet.
Inden for kunstens verden kan nævnes forfatteren Douglas Adams, filminstruktøren Richard Attenborough og musikere som Pink Floyd-medlemmerne David Gilmour, Roger Waters og Syd Barrett.